# Субири, Ксавьер
Хавье́р (Ксавье́р) Суби́ри (исп. Xavier Zubiri; 1898—1983) — испанский философ, оказавший существенное влияние на своих современников: испанскую философскую мысль и теологию.
В начале 1919 года знакомится с Х. Ортега-и-Гассетом. С 1926 года профессор кафедры истории философии Мадридского университета. В 1928—1930 годах работал во Фрайбурге с Э. Гуссерлем и М. Хайдеггером.

## Философская мысль
Субири отстаивает первенство чувствующего постижения перед логосом. Первичное постижение актуализирует вещи, поскольку они «реальны». Логос же представляет собой последующий («позднейший») модус постижения, позволяющий выразить то, чем эти реальные вещи являются «в реальности».
Возрождение подлинной философии Субири связывал с возвращением к идеям Аристотеля, его «первой философии», представившей мир в его единстве, целостности и упорядоченности.

## Труды
- «Природа. История. Бог» (1944)
- «О сущности» (1962)
- «Пять лекций по философии» (1963)
- «Чувственное понимание» (1980)
- «Понимание и логос» (1982)
- «Понимание и разум» (1983)
- «Человек и Бог» (1984)
- «О человеке» (1986)
- «Динамичная структура реальности» (1989)
- «Философская проблема истории религии» (1993)
- «Фундаментальные проблемы западной метафизики» (1994)
- «Пространство, время, материя» (1996)
- «О чувствовании и волении» (1997)
- «Богословская проблема человека: христианство» (1997)
- «Человек и истина» (1999)
- «Ранние сочинения (1921—1926)» (2000)
- «О реальности» (2001)
- «О проблеме философии и другие работы (1932—1944)» (2002)